# Шивта
Шивта (івр. שבטה, араб. شبطا) — старовинне місто, розташоване в пустелі Негев в Ізраїлі за 43 кілометри на південний схід від Беер-Шеви. Шивта була занесена у списки спадщини ЮНЕСКО у червні 2005 року. Сьогодні є національним парком.

## Історія

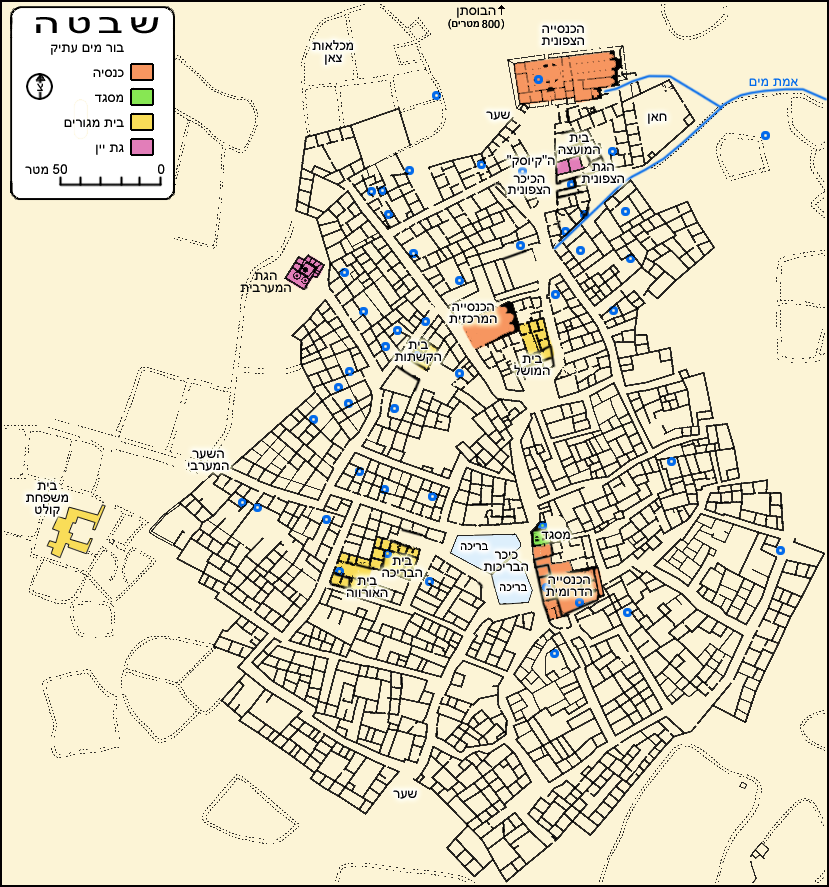
Карта Шивти

Шивта як місто були засновано приблизно 1 ст але деякі набатейці селились та використовували цю місцевість ще в 1 ст до н. е. Супровідна документація по заснуванню міста та приналежність до шляху пахощів, дали змогу дослідити і включити до списку Світової спадщини ЮНЕСКО Документи вказують на те, що Шивта могла виникнути в кінці царювання короля Набатеї  Ободаса III (30-9 до н. е.) або його сина  Арета IV (9 о. до
о н. е. і 40 р н. е.), і супроводжувався протягом розвитку другого століття, коли набатейці освоїла мистецтво сільського господарства і конярства в умовах пустелі .
У таких несприятливих умовах для сільськогосподарських жителів Шивти починає культивується виноград, інжир, оливки, бобові. Ця інформація була підтверджена аналізом вмісту шлунків голубів, що збереглися в руїнах голуб'ятень Шивти. Аналіз також дозволив ідентифікувати іншу рослинність.

### Набатейський період
Набатеї інтенсивно займалися сільським господарством, розробили досить складні методи обробки землі і систему зрошення. Шівта згадується в «Історії Святого Нілуса» і в папірусах з Ніцани.
Набатейці оселилися в пустелі на цьому місці, але немає ніяких доказів існування міста ц перші чотири століття нашої ери. Шивта зайняла північну кордон Юдеї. Дуже мало було знайдено артефактів.
Енциклопедія археології  Святої Землі згадує виявлені написи, що говорять про Набатейців які мали тут свої храми і також про виявлені фрагменти кераміки. Велика частина старої будівлі не була перевірена, однак, і в багатьох місцях.
Розвиток міста почався в 4 столітті і продовжувалося у V столітті. А. Сегал вважає, що перше візантійське поселення було засновано наприкінці 5 століття. Все більше і більше районів по всьому місту використовувалось для вирощування, було побудовано нові райони, а кількість мешканців поступово зростала. Шивту ніколи не
оточували стіною. Будівлі, розташовані на краю, були з'єднані так, що їх зовнішні стіни утворили смугу, що відділяла місто від пустелі.
Місто не розташовувалося поблизу важливих торгових шляхів. Численні сільськогосподарські споруди та обладнання для сільськогосподарського виробництва підтверджують тезу про те, що існування мешканців Шивти базувалося на зайнятості у сільськогосподарському виробництві. Можна сказати, що місто було тоді сільськогосподарсько-монастирським за виглядом та спіціалізацією. У житті візантійського суспільства грали головну роль зведенні трьох церков, не тільки в релігійному, а й громадському, адміністративному та економічному функціонуванні його жителів. Пік розвитку міста припадає наи 6-те століття під час Юстиніана Великого. З цього часу збереглося два папіруси, які показують що також використовувалась і арабської назва 'Ас-Subajta'.

### Час панування арабів
У 636 році або 637 або 638 року владу у місті захопили мусульман Аравії , Омар, халіф арабська з династії  праведних халіфів, був набагато м'якшим, ніж його попередники, які володіли містом і нормально ставився до християн та їхня безпека була на належному рівні. Мусульмани побудували мечеть в Шивті. Будівля безпосередньо примикає до південної церкви. Міхраб було побудовано в стіні відділення мечеті від християнина баптистерію, але, мабуть, мусульманам намагалися будувати так, щоб не пошкодити будівлі базиліки. Здається, що довгий час обидві громади жили поруч.
У 6 ст. місто процвітало завдяки великим потокам паломників, які проходили через місто. Після арабського завоювання (7 ст.) Почався занепад. У 12 ст., З приходом хрестоносців місто було повністю покинуто жителями.

## Археологія
Оскільки Шивта знаходиться на значній відстані від інших поселень Дороги прянощів, місто не було розграбоване і зберігся краще, ніж інші стародавні міста в Негеві.
Будівництво міста велося з місцевих матеріалів без будь-якої спеціального планування. Місто не було обнесено стінами, зовнішні стіни будинків виконували оборонну функцію. Площа міста була приблизно 22 гектари. Там були розкішні резиденції, стайні, різні громадські будівлі, три церкви, громадські площі і звивисті вулиці. Будинки побудовані з каменів трьох сортів; дерев майже не використовувалися (тільки для внутрішніх шаф з полками). Покрівля в приватних будинках теж була кам'яною, арочною. Тільки при будівництві церков використовували багато деревини.
Розкопки, проведені в 1958 році, виявили в південній, старішій частині Шивти залишки двох ставків і церкви, побудовані пізніше інші будівлі, а також мечеть 9 ст. в північній частині — церква з вежею, залишками монастиря, заїжджий двір, 36 торгових приміщень, майстерні (гончарна і фарбувальний) і лазні, розташовані на площі.
На північ від площі збереглися залишки великої церква Святого Георгія, вулиці з будинками (мабуть, були дво- і триповерхові, налічували в загальних кімнатах 340). Відкритий двір церква Святого Георгія викладений мозаїкою, є бічна каплиця і хрестильня; зберігся центральний неф і два бічні, відокремлені шість колони. Три апсиди і стіни церкви колись були викладені білим мармуром. Поруч з церквою була велика площа, оточена 36 магазинами і майстернями (гончарів, красильників і т. д.).
Вулиці покривалися спеціальна облицювання з нахилом, що дозволяло збирати дощову воду в приватному і громадських водозбірниках. Навколо міста будувалися канали, греблі і тераси для збору води і для сільськогосподарських робіт. Недалеко від руїн міста були виявлені сліди сільськогосподарські угіддя.
У візантійський період жителі Шивти обробляли велику площу долини Лаван (близько 500 га). Вони збирали дощову воду з площі понад 197 км² за допомогою системи гребель і каналів. Вода подавалася на поля за допомогою складної системи зрошення.
М. Еверанті з Єврейського університету відновив давні методи водокористування на експериментальній фермі в Шивті. Наявність виноградних пресів дуже економного типу свідчить, що виноград був однією з головних культур.
У самому місті водопостачання було засновано на дощовій воді, зібраної в цистернах. Очищення резервуарів була обов'язком кожного городянина. Кожен будинок був також забезпечений однією або двома цистернами.
У 8-9 століттях нашої ери невелика мусульманська громада жила в Шивті і побудувала невелику мечеть поряд з південною церквою. Перший європейський вчений, який відвідав Шівту був Е. Х. Палмер (1869 г.); він запропонував ототожнювати це місто з Цфатом, які Шимон Хасмонейзахватіл, змінивши його назву на Хормі (Суд. 1:17). Ця ідентифікація не була прийнята. Пізніше об'єкт відвідували відвідали: Е. Мьюз (1902 г.); Е. Джосс, П. Савінац і Х. Вінсент (1905) які виявили перший набатейський і греко-візантійські написи;
Ч.л. Вуллі і Т. Є. Лоуренс (1914) і
Т. Віганд, який відвідав Шивту на чолі Комітету з охорони пам'яток старовини, прикріплене до штаб-квартира Турко-німецький військове угруповання (1916) і, таким чином мали можливість виправити деякі з помилок, зроблений раніше вченими.
У 1934—1938 роках експедиція Нью-Йоркського університету і Британської школи археології в Єрусалимі під керівництвом Х. Д. Колта провела масштабні розкопки в Шивті, результати якої не були опубліковані.
У роки 1958—1959 Управління національних парків Ізраїлю під керівництвом М. Аві-Йона здійснило деякі роботи по оформленню та відновленню стародавніх будівель. Північна церква вивчав Р. Розенталь в 1970 році. Пізніші розкопки проводив С. Маргаліт. Архітектурна оцінка об'єкт представив А. Сегал. У 1981 А. Негев повністю опублікував понад 30 знайдених в Шівте написів. У 2000 році Ю. Гіршфельд підготував нову карту об'єкта та провів детальне вивчення архітектури селища. Т. Цук також досліджував його систему водопостачання.

## Будівлі

### Опис міста
Найстаріші відкриті будівлі в Шивті з першого століття. Через віддаленість від міських маршрутів каравану розвинених тільки в кінці античності, з введенням великомасштабного сільськогосподарського виробництва. Візантійська субота зайняла площу близько 20 акрів і мала 9 вулиць. У місті не було укріплень, а будинки були побудовані таким чином, що їх стіни створили природну зовнішню оборону стіну міста.
Шивта була побудована по нечистому, еліптичному плані. Місто розширилося в південній і північній частинах і звузилося в центрі. Будівлі займають площу 80 762 кв. метрів, периметр міста — довжина 1 597 метрів (з півночі на південь) — 390 м і шириною 290 метрів. Площа майже плоска — місто розташоване на трьох дуже пологих схилах. Розвиток міста розпочався у південній частині його частини, а розвиток розвивалося на північ. Через відсутність природних джерел води, які створюються в центрі двох величезних резервуарів ємністю 1500 м³ і системи резервуарів, з'єднаних протоками з міськими будівлями, для зберігання  дощової води.
У візантійські часи місто було поділено на три округи, кожен з яких мав власну церкву. Церква на південь від початку п'ятого століття була три нефа будівлі з  апсида в центральному нефі і прямокутна сторона пастофорією . У 6 столітті пастофори були перебудовані в апсиди, інтер'єр яких був покритий фресками. Свята Георгіївська церква з 6 століття була частиною великого монастирського комплексу з більш ніж 40 кімнатами. Мала три нефи, прикрашені мозаїкою. Побудована в V або VI століттях.

### Транспорт
Вулиці Шивти були створені таким чином, що характерно для незапланованих поселень та поселень, в яких система зв'язку виникає на завершальному етапі розвитку земель і адаптується до існуючих будівель. Дороги не були обмощені. Деякі частини системи зв'язку регулярні, з рівномірною шириною. В інших місцях макет вулиці визначався існуючими будівлями, а ті ж маршрути мають змінну ширину від 4 до 5 метрів. Вулиці південної частини Соботи вузькі, ніж у північній частині. Головна артерія міста протікала уздовж осі північ-південь. Від входу на південній стороні до церкви, розташованої в південній частині міста і прилеглої подвійний раковиною з ним, далі на площі поруч з «будинком губернатора» і центральної церкви, аж до площі в північній частині міста. Проте описаний маршрут не є однорідним, але складається з секцій різної ширини. У той час як на вулиці, що веде від «будинку губернатора» на північному заході був (принаймні, на ділянці на північ від центральної церкви), ймовірно, він планував, тому що це просто і такої ж ширини на шляху його виконання. Аналогічним чином, на звичайній вулиці є вулиця, що йде від площі на північ від міста до північно-західного кінця міста.

### Система водопостачання

Водні Канали Шивти

У Шивті збереглася унікальна система водопостачання: дощові води, які випадали на околиці міста, за допомогою великої системи каналів збиралися у два басейни в центральній (південній) частині міста (об'ємом в 700 і 850 кв. М). Крім того, вода з дахів будинків збиралася в особисті резервуари; приватні колодязі знаходилися в нішах всередині будинків. За підрахунками вчених, ця система поставляла в середньому 10 л в день на людину.

### Храми

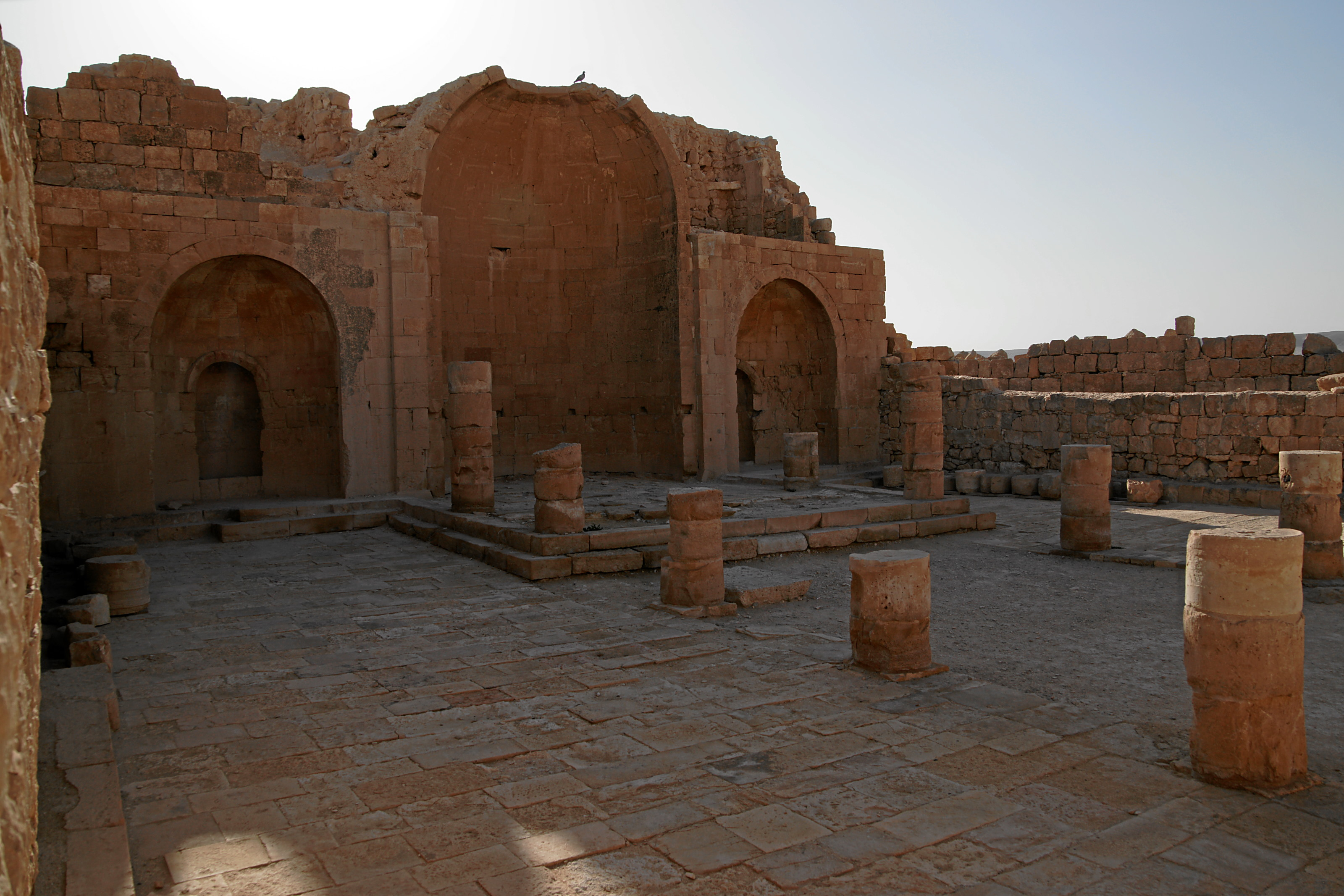
«Храм-Південний» в Шивті

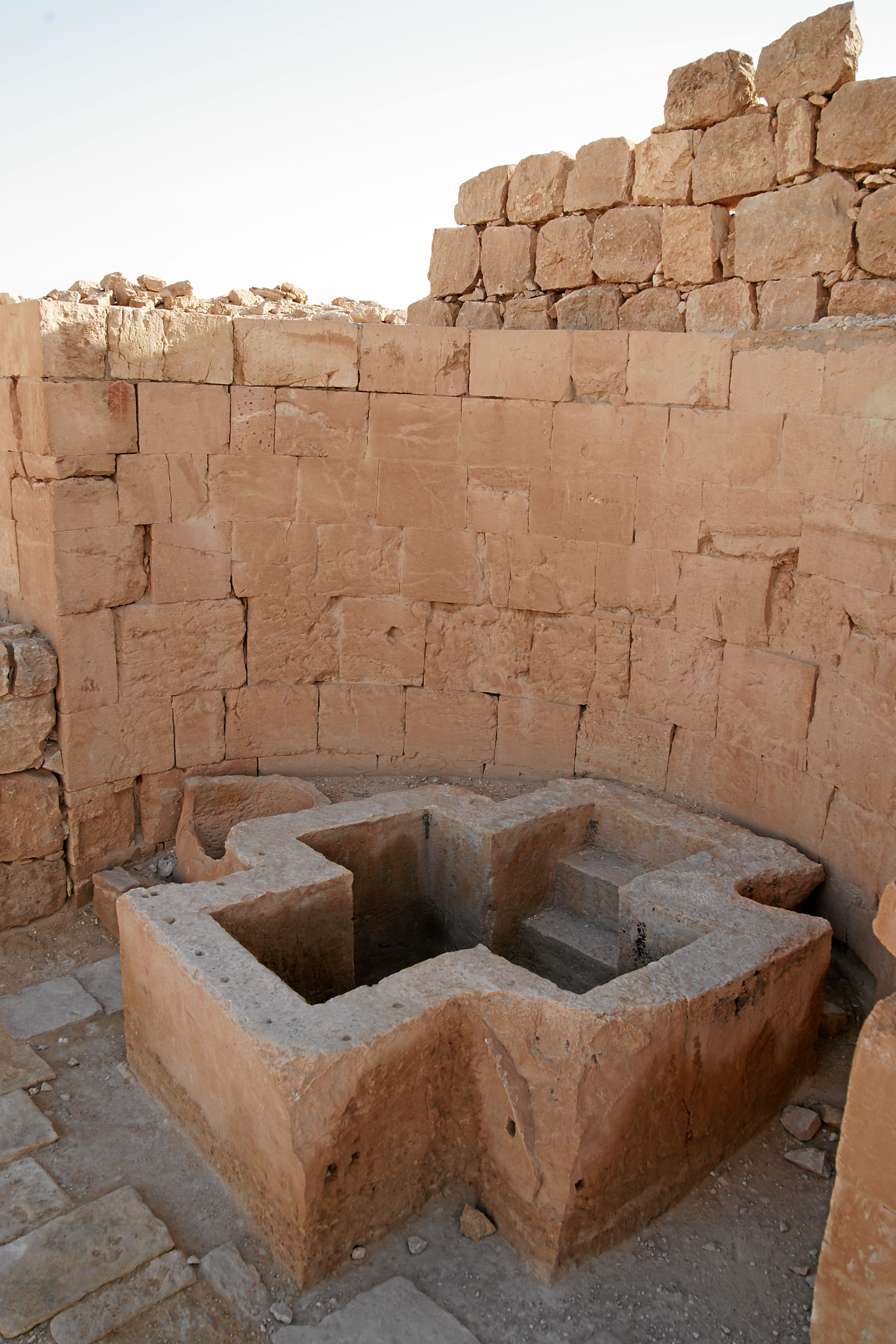
Баптистеріум в південному храмі

Недалеко від басейнів знаходяться руїни найдревнішої церкви Шивти, «Південної церкви» (18,2 x 17,6 м.), Яка функціонувала, як міський собор. У самій церкві були знайдені два написи, згідно з якими вона була побудована в 350 р і була відремонтована і перебудована в 500 і 640 рр.
Всі три апсиди церкви повністю збереглися і дозволяють нам судити про її оригінальні розміри. Крім того, там був виявлений баптистерій з монолітної хрестоподібною купіллю.
Лоуренс і Вуллі описували на стінах церкви фрески, що зображують перетворення Христа, що не збереглися до нашого часу. У «Південної церкви» була розкопана мечеть, побудована в ранній арабська період.
У Південній церкви були знайдені два написи, згідно з якими вона була побудована в 350 р, відремонтована і перебудована в 500 і 640 рр.
На північній околиці візантійської частини перебувала найпізніша з трьох, «Північна церква» (12,1 x 19,5 м). Вона була побудована за межами міста, а з розвитком міста в V—VI ст. крайні хати Шівти підійшли впритул до неї.
Там же був споруджений монастир, монахи якого обробляли прилеглі ділянки. Два входу ведуть в атрій, частково оточений приміщеннями. Перед церквою — велика площа, частково вимощена каменем; там, мабуть, збиралися паломники в дні свят. Значні руїни Північної церкви включають в себе баптистерій і монастир.

### Інші будови
Поруч з площею басейнів був розкопаний великий приватний будинок площею в 400 м² («Басейн будинок») і інший житловий будинок з останками сходового прольоту і стаєнь («стаєнний будинок»). Ці будинки були побудовані в пізній набатейський період і продовжували використовуватися в візантійський.
Біля «Середньої церкви» знаходиться так званий «Будинок губернатора», чия південна стіна збереглася на всю висоту (близько 5 м).

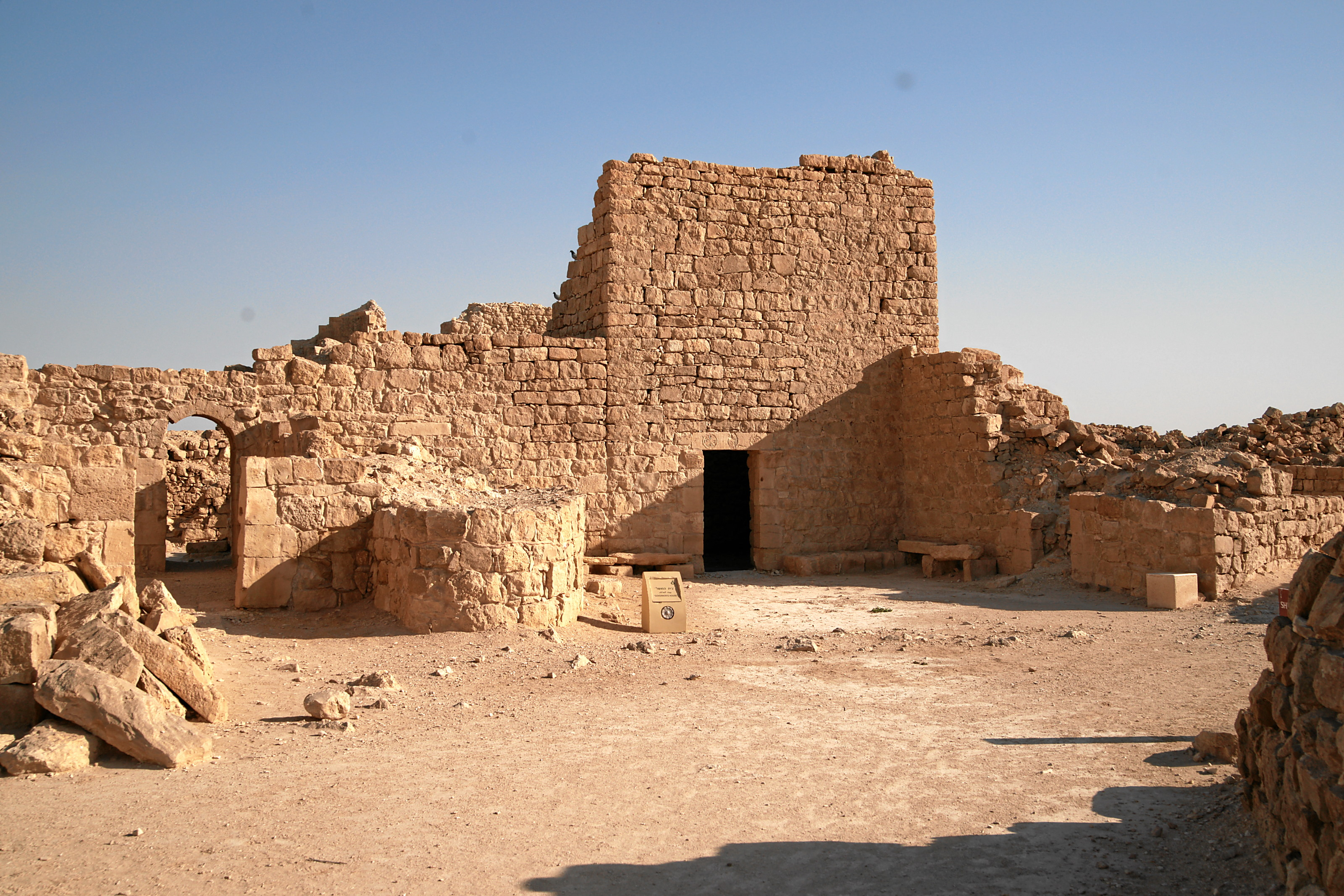
"Дім Губернатора " в Шивті

Впритул до «Північної церкви» прилягає «район майстерень» площею в 750 кв.м, і який, мабуть, був частиною церковно-монастирського комплексу.

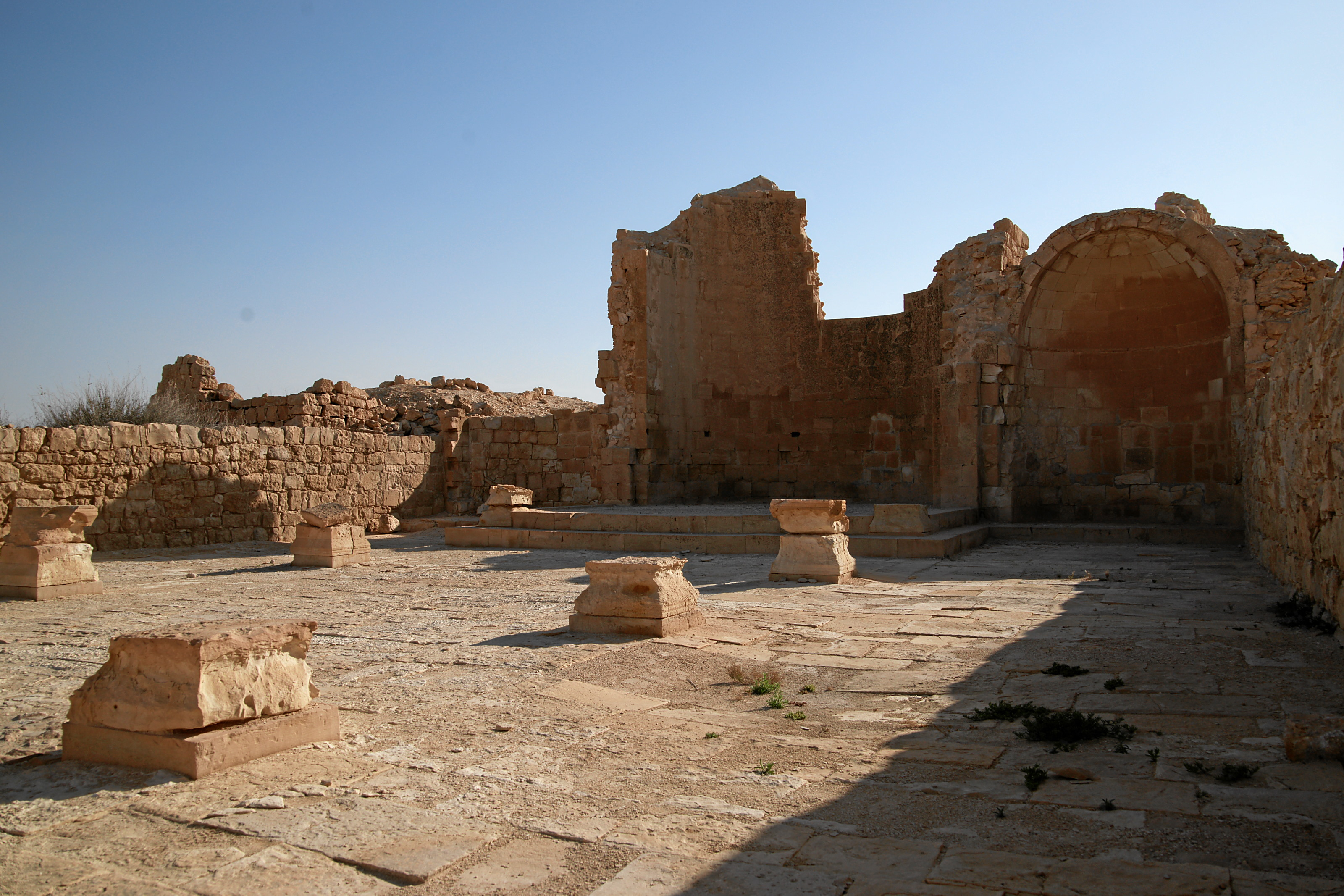
Центральна церква

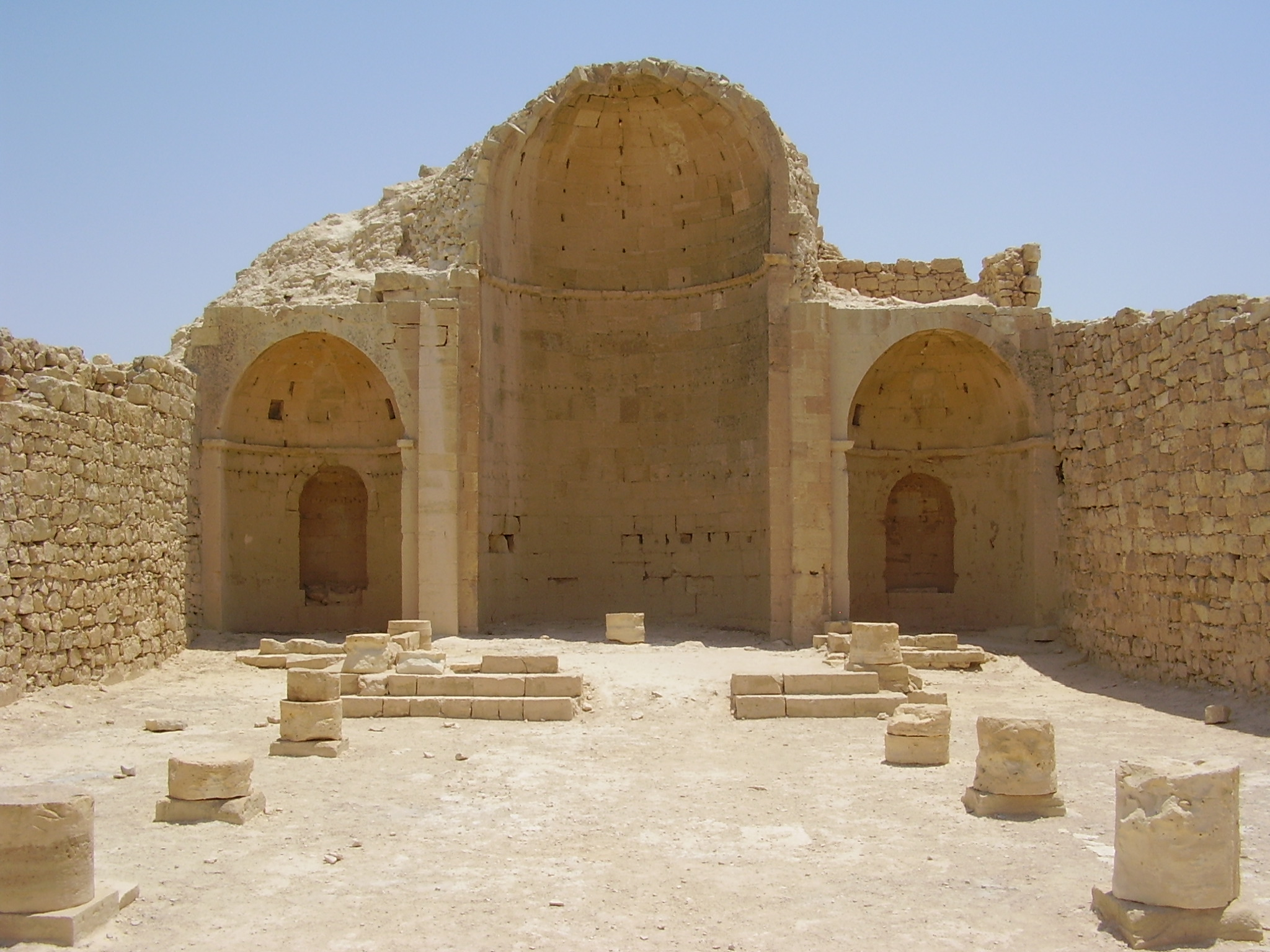
Північна Церква

#### Мечеть

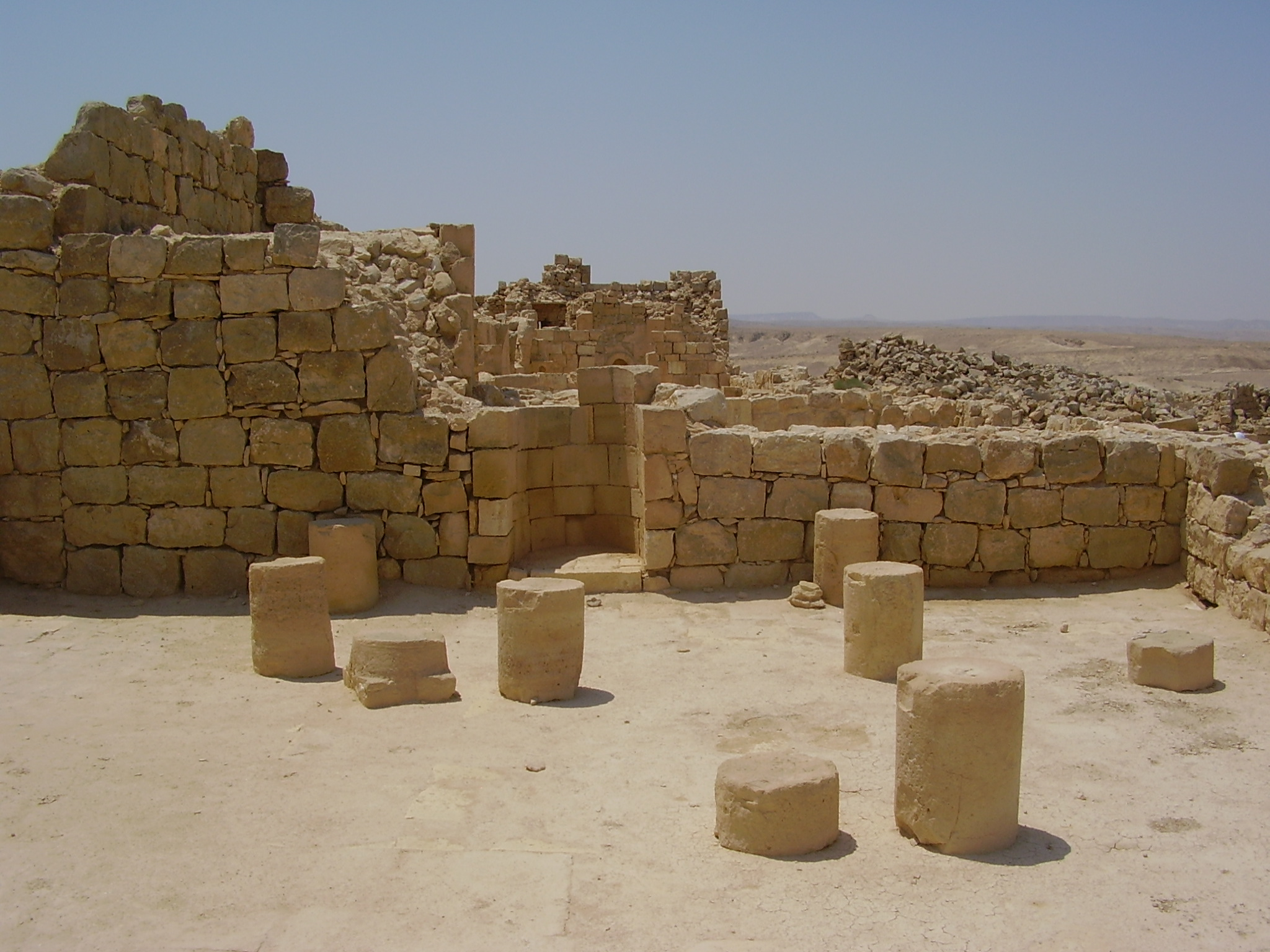
Руїні мечеті біля церкви північної в Шивті. Міхраб проникає в простір християнського баптистерію

Поява нової релігії в сьомому столітті не призвела до різких змін у Шивт таі в значній частині регіону в ранній ісламський період. Будівництво нового, вільного храму, в якому мусульмани могли б молитися, тут не вдалося зробити через необхідність усунення існуючих будівель. Мечеть в Шивті була відносно скромною за розміром, вона містила невеликий внутрішній дворик, що веде до трапецієподібного молитовного залу. Він був встановлений на південній церкві.
Баптистерій примикав до церкви на півдні. Міхраб був побудований в стіні, що відокремлює мечеть з християнською купеллю, мабуть, архітектори намагалися не пошкодити будівлю базиліки. Здається, що обидві спільноти християн і мусульман тривалий час жили поруч. Мечеть є єдиним відомим залишком арабського періоду Шивти.

### Винний прес

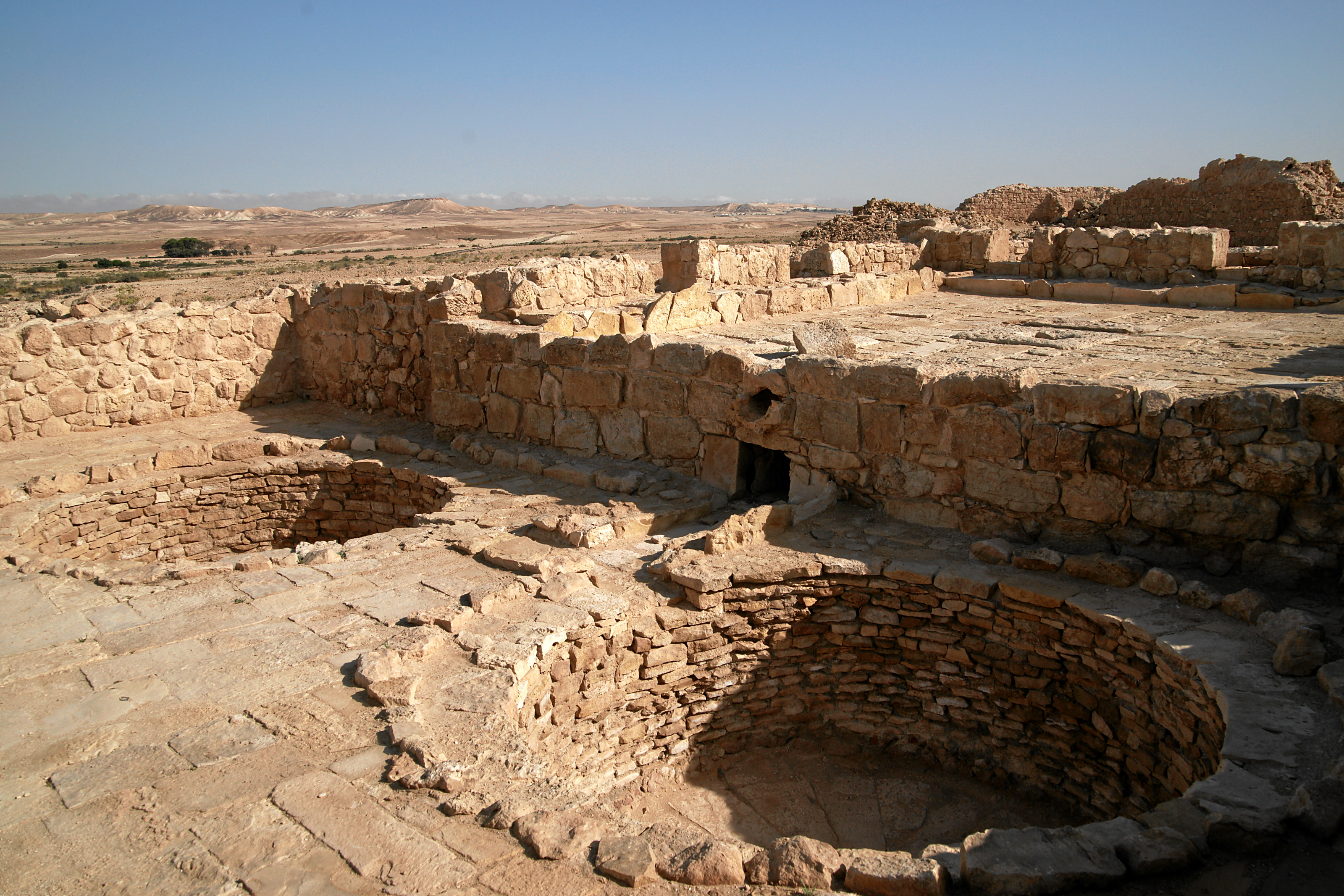
Винний прес в Шивті

В безпосередній близькості до південної церкви побудовано місце, яке було адаптоване для збирання винограду. М'якою і сік був втікали по теракотових трубах в квадратний бак, де він потрапляє згодом у відстійник.

### Візантійська ферма
У безпосередній близькості від під'їзної дороги розташовується в Шивті ферма візантійського періоду, в якій дослідники вивчали стародавні методи, що дозволяють місцевим жителям отримати рясний урожай винограду, інжиру, маслин, гранат, абрикос, арахісу і ріжкового дерева. Дослідники також досліджували час, коли була зведена ця ферма, а також за який термін. Вони погодилися з тим, що будівлі, зведені для родини з кількома дітьми могли бути завершені протягом двох років.

### Сільське господарство і житлові будівлі

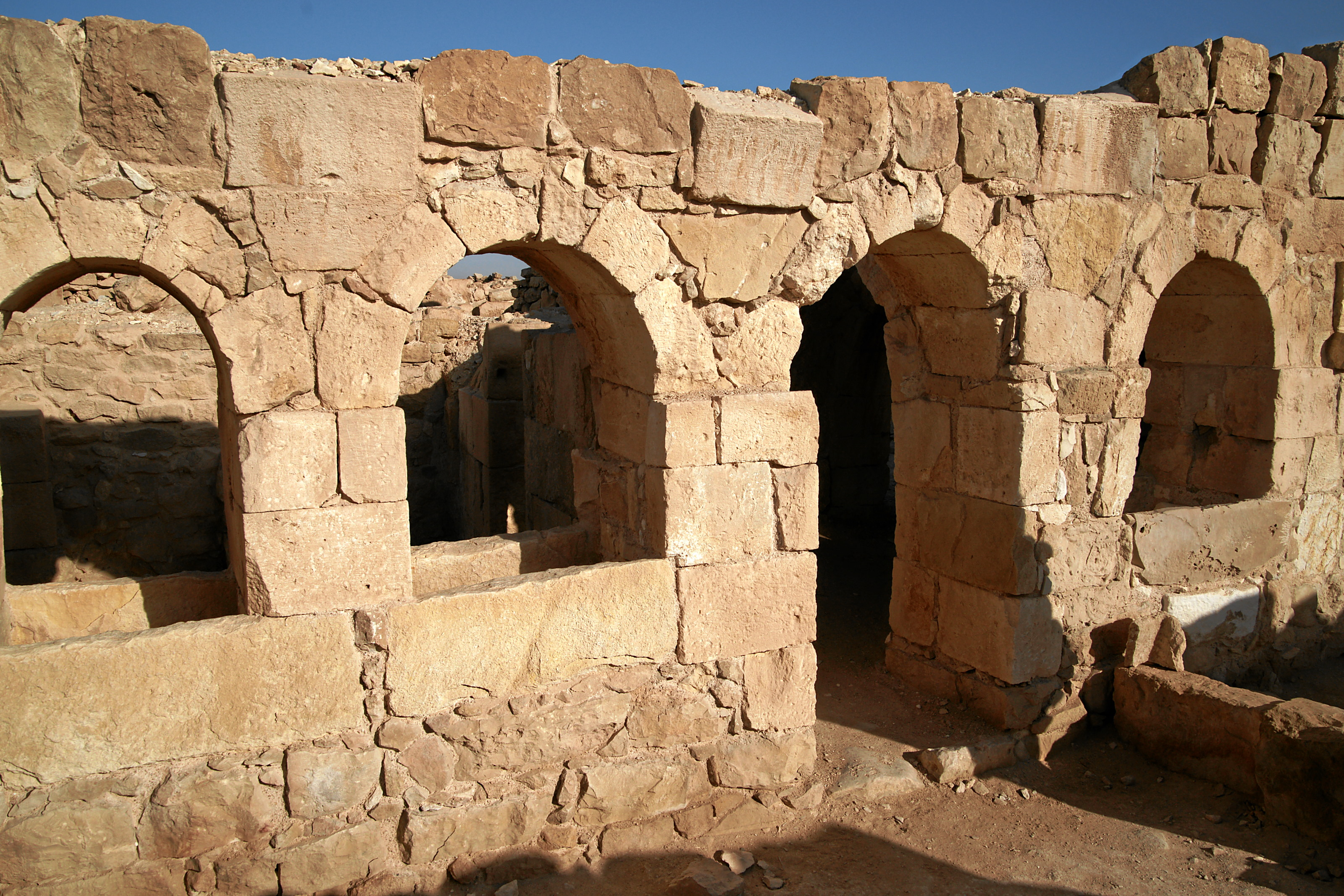
Будівлі — господарська будівля-стодола

Типові будинки розташовувалися навколо внутрішнього двору, що дозволяло зберегти трохи вільного простору з доступом до світла. На зовнішніх стінах будинків в основному не було вікон, що відкриваються на вулицю. Кожен будинок був оснащений своїм власним трубопроводом, який будувався через стіну теракотових труб і подавав дощову воду з дахів.
Навколо міста, в основному в руслі струмка, були знайдені сліди стародавніх сільськогосподарських іригаційних споруд. Шивта не була обнесена мурами та основним промислом її мешканців якраз і було сільське господарство.